# 素敵な歌と舟はゆく
『素敵な歌と舟はゆく』（原題：Adieu, plancher des vaches!）は、1999年にフランスで公開されたオタール・イオセリアーニ監督の映画作品。フランス語の原題は「さらば、陸よ」（「おか」は船乗りにとっての陸地のこと）で、ラスト・シーンに関わっている。セルジュ・カガンスキとのインタビューの中で、イオセリアーニは「われわれを取り囲む城壁の裏側にある別世界の夢」を表現する「コメディー」だと言っている。

## あらすじ
筋立ては例によってエピソードの輪舞であるが、三人の主要人物に焦点を当てることができる。一人目は、街に出るときは作業着からきちんとしたスーツに着替える鉄道清掃員。彼は友人からハーレーダビッドソンを借りてはナンパを繰り返している。あるときカフェの娘に惚れて、ものにしようとするが失敗する。二人目は、富豪の息子のニコラ、邸宅を出るとふだんのスーツからジーンズに着替えて自家用船で町に出てくる。そこで皿洗いのアルバイトをしては、不良少年や浮浪者とつきあっている。彼も同じカフェの娘に恋をするが、なかなか積極的にアタックできないでいる。たまたまピストルの扱いがうまかったためにスーパーのかっぱらいに加わり、すぐさま刑務所に入れられてしまう。出所してきたときにはカフェの娘は清掃員と結婚していた。三人目はニコラの父親、鉄砲と模型機関車が好きな酔いどれ亭主、すご腕実業家の女房からまったく疎外されて肩身の狭い暮らしをしている。たまたま息子の友達の浮浪者と意気投合して家出をし、帆船に乗って海原へと船出する。

## キャスト
- ニコラ：ニコ・タリエラシュヴィリ
- 母：リリー・ラヴィーナ
- 父：オタール・イオセリアーニ
- 鉄道清掃員：フィリップ・バス（フランス語版）
- カフェの娘：ステファニー・アンク
- 浮浪者：アミラン・アミラナシュヴィリ

## 見どころ
- 邸宅場面の随所で存在感のあるハゲコウが登場してくる。イオセリアーニはこの奇怪な鳥に「哲学者」を象徴させたと言う。
- 「盗賊、第７章」でも浮浪者を演じたアミラナシュヴィリがここでも同じ役を演じている。不良少年におろしたての金を奪われる役で、「蝶々狩り」でおなじみのナルダ・ブランシェが出演している。